# Anu Tali
Anu Tali (Tallin, 18 de junio de 1972) es una directora de orquesta Estonia.

## Trayectoria
Comenzó su formación musical como pianista y se graduó de la Escuela Superior de Música de Tallin en 1991. Continuó sus estudios como directora en la Academia de Música de Estonia con Kuno Areng, Toomas Kapten y Roman Matsov. Entre 1998 y 2000, estudió en el Conservatorio de San Petersburgo con Ilya Musin y luego con Leonid Korchmar. En 2
005, comenzó a asistir a las clases de Jorma Panula en la Academia Sibelius de Helsinki. Más tarde, en 1997, junto a su hermana gemela Kadri fundó la Orquesta Sinfónica de Estonia y Finlandia, siendo ella la directora de orquesta y su hermana la gerente. 
Posteriormente, la orquesta tomó el nombre de Orquesta Sinfónica Nórdica. Tali y la Nordic Symphony Orchestra hicieron su primera grabación en 2002 con Swan Flight, para la Warner Classics Finlandia, que incluía dos grabaciones de estreno mundial, las suites orquestales Ocean y Swan Flight de Veljo Tormis. Esta grabación le valió el premio a Artista Joven del Año en los premios Echo Klassic de 2003 en Alemania. Su segunda grabación fue Action Passion Illusion, también en Warner Classics. También ha grabado música estonia con Frankfurt RSO.
En Norteamérica, Tali hizo su debut como directora en Estados Unidos con la Orquesta Sinfónica de Nueva Jersey en enero de 2005. En abril de 2007, fue nombrada directora musical de la Orquesta de Cámara de Manitoba donde estaba previsto que comenzara en septiembre de 2007, sin embargo, en noviembre de 2008, la orquesta anunció que no podían ponerse de acuerdo en los términos del contrato y Tali nunca llegó a asumir el puesto.
En el verano de 2006, debutó en el Festival de Ópera de Savonlinna con una nueva producción de Carmen y también en el Festival de Salzburgo con la Orquesta del Mozarteum de Salzburgo. Su trabajo en la música contemporánea incluye la dirección del estreno estadounidense de Songs of Wars I Have Seen del compositor alemán Heiner Goebbels.
Su primera aparición como directora invitada con la Orquesta de Sarasota fue en febrero de 2011. En junio de 2013, la Orquesta de Sarasota anunció que a partir del 1 de agosto de 2013 sería su próxima directora musical con un contrato inicial de tres años. Al finalizar este, la orquesta lo amplió por otros tres años más. En octubre de 2017, la orquesta anunció que Tali dejaría su puesto de directora musical en 2019.
Tali se casó en 2014 con Hendrik Agur, director de la escuela secundaria Gustav Adolf de Tallin. La pareja tiene un hijo, nacido en mayo de 2015.

## Reconocimientos
Sus premios y honores incluyen el Premio Cultural de Estonia 2003 y el Premio Presidencial de Estonia en 2004. 